# Rustbädd
En rustbädd är en grundförstärkningskonstruktion med korsvis anordnade lager av virke som underlag för murverk, vägbank och liknande. 
Ordet "rust-" är besläktat med ord som "rustning", "upprusta", rustkammare med flera, vika härstammar från lågtyskans "rusten" (med betydelsen "bereda; rusta".
Metoden var tidigare vanlig.